# Liste der Museen in Sachsen

## A
- Adorf/Vogtl., Vogtlandkreis
  - Perlmutter- und Heimatmuseum
- Altenberg, Landkreis Sächsische Schweiz-Osterzgebirge
  - Bergbaumuseum Altenberg
- Annaberg-Buchholz, Erzgebirgskreis
  - Adam-Ries-Museum
  - Erzgebirgsmuseum mit Besucherbergwerk „Gößner“
  - Technisches Museum Frohnauer Hammer
  - Besucherbergwerk „Markus-Röhling-Stolln“ Frohnau
  - Besucherbergwerk „Dorothea-Stolln“ Cunersdorf
  - Erlebnismuseum Manufaktur der Träume
- Ansprung, Erzgebirgskreis
  - Heimatstube Ansprung
- Antonsthal, Erzgebirgskreis
  - Technisches Museum „Silberwäsche“
- Aue, Erzgebirgskreis
  - Art Alt Aue Galerie
  - Atelier Ernst Hecker
  - Museum der Stadt Aue
- Auerbach, Vogtlandkreis
  - Göltzschtalgalerie Nikolaikirche
  - Heimatstuben Auerbach
  - Museum Auerbach
- Augustusburg, Landkreis Mittelsachsen
  - Kutschenmuseum
  - Motorradmuseum
  - Museen für Jagdtier- und Vogelkunde

## B
- Bad Brambach, Vogtlandkreis
  - Heimatmuseum Bad Brambach
- Bad Düben, Landkreis Nordsachsen
  - Landschaftsmuseum der Dübener Heide
- Bad Elster, Vogtlandkreis
  - Bademuseum Bad Elster
- Bad Gottleuba, Landkreis Sächsische Schweiz-Osterzgebirge
  - Heimatmuseum Bad Gottleuba
  - Medizinhistorische Ausstellung
- Bad Muskau, Landkreis Görlitz
  - Stadt- und Parkmuseum
- Bad Schandau, Landkreis Sächsische Schweiz-Osterzgebirge
  - Heimatmuseum
- Bad Schlema, Erzgebirgskreis
  - Besucherbergwerk „Markus Semmler“
  - Traditionsstätte des Sächsisch-Thüringischen Uranerzbergbaus (Museum Uranbergbau)
- Bannewitz, Landkreis Sächsische Schweiz-Osterzgebirge
  - Renaissanceschloss Nöthnitz-Museum
- Bautzen, Landkreis Bautzen
  - Alte Wasserkunst Bautzen
  - Domschatzkammer St. Petri
  - Galerie Budissin
  - Gedenkstätte Bautzen
  - Reichenturm
  - Sorbisches Museum Bautzen (Serbski muzej)
  - Stadtmuseum Bautzen
  - Sternwarte Bautzen
  - Sauriergarten Großwelka
  - Saurierpark Kleinwelka
  - Miniaturenpark Kleinwelka

- Belgern, Landkreis Nordsachsen
  - Heimatmuseum
- Bernsdorf, Hoyerswerda
  - Dorfmuseum Zeißholz
- Bernstadt auf dem Eigen, Landkreis Görlitz
  - Heimatmuseum
- Bischofswerda, Landkreis Bautzen
  - Carl-Lohse-Galerie
- Borna, Landkreis Leipzig
  - Galerie im Bürgerhaus
  - Stadtmuseum Borna
  - Geschichtenhof Wyhra im Ortsteil Neukirchen-Wyhra
- Brand-Erbisdorf, Landkreis Mittelsachsen
  - Industriemuseum
  - Museum Huthaus Einigkeit
  - Schauanlage Bartholomäus-Schacht
- Braunsdorf, Landkreis Mittelsachsen
  - Historische Weberei
- Breitenbrunn, Erzgebirgskreis
  - Bergmännisches Traditionskabinett
  - Bergbauausstellung
- Burgstädt, Landkreis Mittelsachsen
  - Historische Arztpraxis
  - Stadtmuseum

## C
- Cämmerswalde
  - Schauflugzeuge
- Chemnitz
  - Sächsisches Eisenbahnmuseum
  - Museum für sächsische Fahrzeuge
  - Botanischer Garten, Schulbiologie
  - Museum für Naturkunde
  - Neue Sächsische Galerie
  - Roter Turm
  - Staatliches Museum für Archäologie Chemnitz
  - Kunstsammlungen Chemnitz
  - Museum Gunzenhauser
  - Schloßbergmuseum Chemnitz
  - Schaubergwerk 
** Ständige Gedenkausstellung Ernst Georg
Felsendome Rabenstein
  - Burg Rabenstein
  - Informations- und Dokumentationszentrum des BStU
  - Deutsches Spielemuseum
  - Industriemuseum Chemnitz
  - Galerie Rosenkranz
  - Henry-van-de-Velde-Museum in der Villa Esche
  - Tierpark Chemnitz
- Colditz, Landkreis Leipzig
  - Fluchtmuseum Colditz
  - Johann David Köhler-Haus
  - Städtische Museen Colditz
- Coswig, Landkreis Meißen
  - Museum Karrasburg
- Cranzahl, Erzgebirgskreis
  - Räuchermann-Museum
- Crimmitschau, Landkreis Zwickau
  - Tuchfabrik Gebr. Pfau
  - Agrar- und Freilichtmuseum
  - Sternwarte Crimmitschau[1]
- Cunewalde, Landkreis Bautzen
  - Ausstellung historischer Zimmermannswerkzeuge Gaststätte „Kleene Schänke“
  - Haus des Gastes „Dreiseitenhof“ mit Oldtimer-Museum
  - Polenz-Museum Cunewalde
  - Schulmuseum Grundschule „Friedrich Schiller“

## D
- Dahlen, Landkreis Nordsachsen
  - Heimatmuseum
- Delitzsch, Landkreis Nordsachsen
  - Museum Schloss Delitzsch
  - Schulze-Delitzsch-Haus
- Dippoldiswalde, Landkreis Sächsische Schweiz-Osterzgebirge
  - Lohgerber-, Stadt- und Kreismuseum
  - Museum Osterzgebirgsgalerie
- Dittelsdorf, Landkreis Görlitz
  - Heimatmuseum
- Dohna, Landkreis Sächsische Schweiz-Osterzgebirge
  - Heimatmuseum
- Dommitzsch, Landkreis Nordsachsen
  - Museum der Stadt Dommitzsch
- Dorf Wehlen, Landkreis Sächsische Schweiz-Osterzgebirge
  - Miniaturausstellung „Kleine Sächsische Schweiz“
- Dorfchemnitz, Landkreis Mittelsachsen
  - Technisches Museum „Eisenhammer“
- Döbeln, Landkreis Mittelsachsen
  - Stadtmuseum Döbeln
- Dresden, Landeshauptstadt

→ Hauptartikel: Liste der Museen in Dresden

## E
- Ebersbach, Landkreis Görlitz
  - Feuerwehrmuseum
  - Kaffeemuseum
- Ehrenfriedersdorf, Erzgebirgskreis
  - Bergbau- und Greifensteinmuseum
  - Zinngrube Ehrenfriedersdorf
- Eibenstock, Erzgebirgskreis
  - Städtisches Heimatmuseum Eibenstock
  - Stickerei-Schauwerkstatt Eibenstock
- Eilenburg, Landkreis Nordsachsen
  - Stadtmuseum Eilenburg
- Erlbach, Vogtlandkreis
  - Vogtländisches Dorfmuseum
  - Vogtländisches Freilichtmuseum Eubabrunn

## F
- Falkenstein/Vogtl., Vogtlandkreis
  - Heimatmuseum Falkenstein
- Frankenberg, Landkreis Mittelsachsen
  - Frankenberger Fahrzeugmuseum
  - Museum der Stadt Frankenberg
  - Sammlung für Papier- und Druckgeschichte
- Frauenstein, Landkreis Mittelsachsen
  - Gottfried-Silbermann-Museum
- Frauwalde, Landkreis Leipzig
  - Museum für Ur- und Frühgeschichte
- Freiberg, Landkreis Mittelsachsen
  - terra mineralia
  - Das Freiberger Silberbergwerk
  - Technische Sammlungen der Bergakademie Freiberg
  - Historicum der TU Bergakademie Freiberg
  - Mineralogische und lagerstättenkundliche Sammlung
  - Paläontologische und stratigraphische Sammlung
  - Stadt- und Bergbaumuseum Freiberg
  - Kavernenkraftwerk Drei-Brüder-Schacht mit Informationszentrum „WassErleben“
  - Betten- und Schlafmuseum Freiberg
- Freital, Landkreis Sächsische Schweiz-Osterzgebirge
  - Haus der Heimat
- Frohburg, Landkreis Leipzig
  - Museum im Schloss Frohburg

## G
- Geithain, Landkreis Leipzig
  - Heimatmuseum
- Gelenau, Erzgebirgskreis
  - Deutsches Strumpfmuseum
- Geringswalde, Landkreis Mittelsachsen
  - Heimat- und Bauernmuseum Geringswalde, im OT Dittmannsdorf
- Geyer, Erzgebirgskreis
  - Heimatmuseum im Wachtturm
- Glashütte, Landkreis Sächsische Schweiz-Osterzgebirge
  - Deutsches Uhrenmuseum Glashütte
- Glauchau, Landkreis Zwickau
  - Museum und Kunstsammlung
  - Städtische Galerie Art Gluchowe
- Görlitz
  - siehe Artikel Görlitzer Museen
- Gohrisch, Landkreis Sächsische Schweiz-Osterzgebirge
  - Heimatmuseum Cunnersdorf
- Graupa, Landkreis Sächsische Schweiz-Osterzgebirge
  - Richard-Wagner-Museum
- Grethen, Landkreis Leipzig
  - Feuerwehrmuseum
- Grillenburg, Landkreis Sächsische Schweiz-Osterzgebirge
  - Forst- und Jagdmuseum Schloss Grillenburg
- Grimma, Landkreis Leipzig
  - Kreismuseum Grimma
  - Städtische Galerie Grimma
  - Göschenhaus
- Groitzsch, Landkreis Leipzig
  - Stadtmuseum Groitzsch
- Großbothen, Landkreis Leipzig
  - Wilhelm-Ostwald-Gedenkstätte
- Großenhain, Landkreis Meißen
  - Museum Alte Lateinschule
- Großolbersdorf, Erzgebirgskreis
  - Museum für Nummernschilder
- Großpösna, Landkreis Leipzig
  - Botanischer Garten für Arznei- und Gewürzpflanzen
- Großröhrsdorf, Landkreis Bautzen
  - Heimatmuseum
  - Technisches Museum der Bandweberei
- Großschönau, Landkreis Görlitz
  - Deutsches Damast- und Frottiermuseum
  - Motorrad-Veteranen und Technik-Museum
- Großzschepa, Landkreis Leipzig
  - Heimatmuseum
- Grünhainichen, Erzgebirgskreis
  - Ständige Ausstellung
- Grünhain-Beierfeld, Erzgebirgskreis
  - Sächsisches Rot-Kreuz-Museum Beierfeld
  - Schaubergwerk „Herkules-Frisch-Glück“ Waschleithe

## H
- Hainichen, Landkreis Mittelsachsen
  - Gellert-Museum[2]
  - Heimatmuseum Hainichen
- Hartenstein, Landkreis Zwickau
  - Museum Burg Stein
- Hartmannsdorf-Reichenau, Landkreis Sächsische Schweiz-Osterzgebirge
  - Weicheltmühle Reichenau
- Häslich
  - Schauanlage und Museum der Granitindustrie
- Heidenau, Landkreis Sächsische Schweiz-Osterzgebirge
  - Barockgarten Großsedlitz
- Hermsdorf, Landkreis Sächsische Schweiz-Osterzgebirge
  - Bauern- & Heimatmuseum
- Herrnhut, Landkreis Görlitz
  - Ausstellung der Evangelischen Brüder-Unität
  - Heimatmuseum Herrnhut
  - Völkerkundemuseum Herrnhut
- Hirschfelde, Landkreis Görlitz
  - Technisches Denkmal & Museum Kraftwerk Hirschfelde
- Hohburg, Landkreis Leipzig
  - Museum Steinarbeiterhaus
- Hohenstein-Ernstthal, Landkreis Zwickau
  - Textil- und Rennsportmuseum
  - Karl-May-Haus
- Hohnstein, Landkreis Sächsische Schweiz-Osterzgebirge
  - Museum Burg Hohnstein
- Holtendorf, Landkreis Görlitz
  - Schlesisch-Oberlausitzer Dorfmuseum
- Hoyerswerda, Landkreis Bautzen
  - Stadtmuseum Hoyerswerda
  - Trachtenhaus Jatzwauk
  - ZCOM – Zuse-Computer-Museum
- Hundshübel, Erzgebirgskreis
  - Nadlerhaus
- Höfgen, Landkreis Leipzig
  - Wassermühle Höfgen

## J
- Johanngeorgenstadt, Erzgebirgskreis
  - Lehr- und Schaubergwerk
  - Pferdegöpel Johanngeorgenstadt
- Jöhstadt, Erzgebirgskreis
  - Preßnitztalbahn

## K
- Kamenz
  - Klosterkirche und Sakralmuseum St. Annen
  - Lessing-Museum
  - Museum der Westlausitz
- Kauschwitz, Vogtlandkreis
  - Gedenkstätte Flieshalle
- Kirschau, Landkreis Bautzen
  - Museum Burg Körse
- Klingenthal, Vogtlandkreis
  - Musik- und Wintersportmuseum
- Knappenrode, Landkreis Bautzen
  - Energiefabrik Knappenrode (Lausitzer Bergbaumuseum)
  - Feuerstättenmuseum
  - LG Lausitzer Grubenbahn e. V.
- Kohren-Sahlis, Landkreis Leipzig
  - Töpfermuseum
  - Burg Gnandstein (im Ortsteil Gnandstein)
- Königshain, Landkreis Görlitz
  - Granitabbaumuseum Königshain
  - Schlosskomplex Königshain
- Königstein, Landkreis Sächsische Schweiz-Osterzgebirge
  - Museum Festung Königstein
- Kottmar, Landkreis Görlitz
  - Bockwindmühle Kottmarsdorf
  - Faktorenhaus „Alte Brennerei“ mit Heimatstuben
  - Heimatmuseum „Alte Weberstube“, Niedercunnersdorf
  - Heimat- und Humboldtmuseum im Faktorenhof Eibau
  - „Schunkelhaus“
- Krebes, Vogtlandkreis
  - Hermann Vogel Haus
  - Museumshäuschen Krebes
- Kriebethal, Landkreis Mittelsachsen
  - Museum Burg Kriebstein
- Krippen, Landkreis Sächsische Schweiz-Osterzgebirge
  - Friedrich Gottlob Keller Gedenkstätte
- Kurort Jonsdorf, Landkreis Görlitz
  - Weberstube Jonsdorf
- Kurort Oberwiesenthal, Erzgebirgskreis
  - Wiesenthaler K3 (ehemals Ski- und Heimatmuseum)
- Kühren, Landkreis Leipzig
  - Dorf- und Bauernmuseum

## L
- Landwüst, Vogtlandkreis
  - Vogtländisches Freilichtmuseum
- Lauenstein, Landkreis Sächsische Schweiz-Osterzgebirge
  - Museum Schloss Lauenstein
- Leipzig
  - Ägyptisches Museum der Universität Leipzig
  - Antikenmuseum der Universität Leipzig
  - Automatik-Museum der Hochschule für Technik, Wirtschaft und Kultur Leipzig
  - Deutsches Kleingärtnermuseum
  - Deutsches Buch- und Schriftmuseum
  - Eisenbahnmuseum Bayerischer Bahnhof zu Leipzig
  - Grassi-Museum
    - Grassi Museum für Angewandte Kunst
    - Museum für Musikinstrumente der Universität Leipzig
    - Museum für Völkerkunde zu Leipzig

  - Galerie für Zeitgenössische Kunst
  - Gedenkstätte Museum in der „Runden Ecke“
  - Gohliser Schlösschen
  - Haus der Computerspiele (Privatmuseum)
  - Kindermuseum Leipzig
  - Kriminalmuseum des Mittelalters
  - Memorialmuseum Völkerschlacht 1813
  - Mitspielzeugmuseum
  - Museum der bildenden Künste Leipzig
  - Museum für Druckkunst
  - Museum im Mendelssohn-Haus
  - Museum im Schumann-Haus
  - Naturkundemuseum Leipzig
  - N’Ostalgiemuseum
  - Panometer Leipzig
  - Reclam-Museum
  - Sächsisches Apothekenmuseum Leipzig
  - Sächsisches Psychiatriemuseum, Leipzig
  - Schulmuseum Leipzig
  - Straßenbahnmuseum Leipzig-Möckern
  - Stadtgeschichtliches Museum
    - Museum Zum Arabischen Coffe Baum
    - Schillerhaus (Leipzig)
    - Sportmuseum Leipzig
    - Völkerschlachtdenkmal / FORUM 1813

  - Zeitgeschichtliches Forum Leipzig
- Leisnig, Landkreis Mittelsachsen
  - Arktisch-alpiner Pflanzengarten Leisnig
  - Staatlicher Schlossbetrieb Burg Mildenstein
- Lengefeld, Erzgebirgskreis
  - Museum Technisches Denkmal
- Lengenfeld, Vogtlandkreis
  - Feuerwehrmuseum
  - Klopfermühle
  - Stadtmuseum
- Lichtenstein, Landkreis Zwickau
  - Daetz-Centrum
  - 1. Sächsisches Kaffeekannenmuseum, (Lichtenstein, OT Heinrichsort)
  - Museum der Stadt Lichtenstein
  - Puppen- und Spielzeugmuseum
- Lichtenwalde, Landkreis Mittelsachsen
  - Schloss Lichtenwalde
- Liebenau, Landkreis Sächsische Schweiz-Osterzgebirge
  - Bauernmuseum Liebenau
- Liebstadt, Landkreis Sächsische Schweiz-Osterzgebirge
  - Museum Schloss Kuckuckstein
- Limbach-Oberfrohna, Landkreis Zwickau
  - Industrie und Heimatmuseum
  - Heimatstube „Fronfeste“
  - Hoyersheimathaus
- Lindigtvorwerk, Landkreis Leipzig
  - Mühlenmuseum Lindigtmühle
- Lohsa
  - Zejler-Smoler-Haus
- Löbau, Landkreis Görlitz
  - Stadtmuseum Löbau
- Lugau, Erzgebirgskreis
  - Heimatmuseum

## M
- Marienberg, Erzgebirgskreis
  - Museum sächsisch-böhmisches Erzgebirge
  - Pferdegöpel auf dem Rudophschacht (Ortsteil Lauta)
- Markersdorf, Landkreis Görlitz
  - Dorfmuseum Markersdorf
- Markkleeberg, Landkreis Leipzig
  - Deutsches Fotomuseum
  - Deutsches Landwirtschaftsmuseum Markkleeberg
- Markneukirchen, Vogtlandkreis
  - Musikinstrumenten-Museum
  - Sammlung mechanischer Musikinstrumente
- Markranstädt, Landkreis Leipzig
  - Heimatmuseum Markranstädt
- Maxen, Landkreis Sächsische Schweiz-Osterzgebirge
  - Heimatmuseum Maxen
  - Kalkofenmuseum Maxen
- Meerane, Landkreis Zwickau
  - Heimatmuseum
  - Galerie Art-In
- Meißen, Landkreis Meißen
  - Museum Albrechtsburg
  - Pianoforte-Museum
  - Schauhalle der Meißener Porzellanmanufaktur
  - Stadtmuseum Meißen
- Mittweida, Landkreis Mittelsachsen
  - Museum der Stadt Mittweida
- Morgenröthe-Rautenkranz, Vogtlandkreis
  - Deutsche Raumfahrtausstellung
- Moritzburg, Landkreis Meißen
  - Staatliches Museum für Tierkunde
  - Käthe-Kollwitz-Gedenkstätte
  - Museum Schloss Moritzburg
  - Sächsisches Landgestüt Moritzburg
- Mutzschen, Landkreis Leipzig
  - Stadtmuseum Mutzschen
- Mügeln, Landkreis Nordsachsen
  - DGB Döllnitzbahn GmbH
  - Heimatmuseum
- Müglitztal, Landkreis Sächsische Schweiz-Osterzgebirge
  - Heimatmuseum Maxen
  - Kalkofenmuseum Maxen
  - Lindenmuseum Clara Schumann in Schmorsdorf
  - Schloss Weesenstein
- Mylau, Vogtlandkreis
  - Museum Burg Mylau
- Mülsen St. Jacob, Landkreis Zwickau
  - Gold- und Silberschmiedemuseum

## N
- Naundorf, Landkreis Sächsische Schweiz-Osterzgebirge
  - Robert-Sterl-Haus
- Naunhof, Landkreis Leipzig
  - Turmuhrenmuseum
  - Museum für historische Bürotechnik
- Neißeaue, OT Zodel, Landkreis Görlitz
  - Traugott-Gerber-Museum
- Neschwitz, Landkreis Bautzen
  - Altes Schloss Neschwitz
- Netzschkau, Vogtlandkreis
  - Museum Schloss Netzschkau
- Neuensalz, Vogtlandkreis
  - Kapelle Neuensalz
- Neugersdorf, Landkreis Görlitz
  - Heimatmuseum Neugersdorf
- Neuhausen/Erzgeb., Landkreis Mittelsachsen
  - Glashüttenmuseum des Erzgebirges
  - Nußknackermuseum Neuhausen
  - Technisches Museum „Alte Stuhlfabrik“
  - Motorradausstellung
- Neukirch, Landkreis Bautzen
  - Heimatmuseum Neukirch
- Neumark, Vogtlandkreis
  - Schulmuseum Neumark
- Neusalza-Spremberg, Landkreis Görlitz
  - Baudenkmal und Heimatmuseum Reiterhaus
- Neustadt in Sachsen, Landkreis Sächsische Schweiz-Osterzgebirge
  - Heimatmuseum
- Niederwiesa, Landkreis Mittelsachsen
  - Feuerwehrmuseum
- Niesky, Landkreis Görlitz
  - Konrad-Wachsmann-Haus
  - Museum Johann-Raschke-Haus am Zinzendorfplatz
- Nossen, Landkreis Meißen
  - Klosterpark Altzella
  - Staatlicher Schlossbetrieb Nossen

## O
- Oberlungwitz, Landkreis Zwickau
  - Heimatmuseum Oberlungwitz
- Oederan, Landkreis Mittelsachsen
  - Dorfmuseum Gahlenz
  - Historische Handweberei webMUSEUM
  - Miniaturpark Klein-Erzgebirge
- Oelsnitz/Erzgeb., Erzgebirgskreis
  - Bergbaumuseum
- Oelsnitz/Vogtl., Vogtlandkreis
  - Teppich- und Heimatmuseum Schloss Voigtsberg
- Olbernhau, Erzgebirgskreis
  - Museen der Stadt Olbernhau
  - Technisches Museum Saigerhütte Grünthal
- Oschatz, Landkreis Nordsachsen
  - Stadt- und Waagenmuseum Oschatz
  - Galerie am Museum
- Oybin, Landkreis Görlitz
  - Burg- und Klosteranlage, siehe Oybin (Berg)

## P
- Panschwitz-Kuckau, Landkreis Bautzen
  - Ćišinski-Gedenkstätte
- Pegau, Landkreis Leipzig
  - Museum der Stadt Pegau
  - Technisches Denkmal Ziegelei Erbs
- Pirna, Landkreis Sächsische Schweiz-Osterzgebirge
  - DDR-Museum Pirna
  - Dampfbahn Sächsische Schweiz
  - Stadtmuseum
- Plauen, Vogtlandkreis
  - Spitzenmuseum
  - Vogtlandmuseum Plauen
  - Schaustickerei
- Pobershau, Erzgebirgskreis
  - Schaubergwerk Molchner Stolln
  - Böttcherfabrik
- Pockau, Erzgebirgskreis
  - Technisches Museum Ölmühle
- Polenz, Landkreis Leipzig
  - Heimathaus
- Pulsnitz, Landkreis Bautzen
  - Stadtmuseum
  - Bibelgartenscheune
  - Ikonen-Museum
- Pöhla, Erzgebirgskreis
  - Besucherbergwerk Pöhla

## R
- Rabenau, Landkreis Sächsische Schweiz-Osterzgebirge
  - Deutsches Stuhlbaumuseum
- Radeberg, Landkreis Bautzen
  - Museum Schloss Klippenstein
- Radebeul, Landkreis Meißen
  - Sächsisches Weinbaumuseum Hoflößnitz
  - Karl-May-Museum
  - Schmalspurbahnmuseum Radebeul und Traditionsbahn Radebeul
  - Heimatstube Kötzschenbroda
  - Stadtgalerie Radebeul
  - Lügenmuseum
- Radeburg, Landkreis Meißen
  - Heimatmuseum
- Rammenau, Landkreis Bautzen
  - Johann-Gottlieb-Fichte-Gedenkstätte
  - Staatlicher Schlossbetrieb Barockschloss Rammenau
- Reichenau, Landkreis Bautzen
  - Heimatmuseum Reichenau[3]
- Reichenau, Landkreis Sächsische Schweiz-Osterzgebirge
  - Illingmühle
- Reichenbach/O.L., Landkreis Görlitz
  - Ackerbürgermuseum Reichenbach
- Reichenbach, Vogtlandkreis
  - Neuberin-Museum
  - Besucherbergwerk Alaunwerk Mühlwand
- Reichwalde, Landkreis Görlitz
  - Geländewagenmuseum, betrieben von: 1. Technische Schauanlage für Kübel- und Geländewagen e. V.
- Reinsdorf
  - Heimat- und Bergbaumuseum
  - Brauereimuseum
- Riesa, Landkreis Meißen
  - Stadtmuseum Riesa
  - Städtisches Zentrum für Geschichte und Kunst
- Rietschen, Landkreis Görlitz
  - Freilichtmuseum Erlichthof
- Rittersgrün, Erzgebirgskreis
  - Sächsisches Schmalspurbahnmuseum
  - Technisches Museum
- Rochlitz, Landkreis Mittelsachsen
  - Museum Schloss Rochlitz
- Rochsburg, Landkreis Mittelsachsen
  - Museum Schloss Rochsburg
- Rodewisch, Vogtlandkreis
  - Museum Göltzsch (dauerhaft geschlossen)
  - Sternwarte und Planetarium
  - Schulmuseum des Pestalozzi-Gymnasiums
- Rohne, Landkreis Görlitz
  - Njepila-Hof
- Rothenburg/Oberlausitz, Landkreis Görlitz
  - Heimatmuseum Rothenburg/Oberlausitz
  - Luftfahrttechnisches Museum Rothenburg/Oberlausitz
- Roßwein, Landkreis Mittelsachsen
  - Heimatmuseum Roßwein

## S
- Sayda, Landkreis Mittelsachsen
  - Erzgebirgisches Heimatmuseum
- Scharfenberg, Landkreis Meißen
  - Heimatmuseum
- Scharfenstein, Erzgebirgskreis
  - Erlebnisburg Scharfenstein/Sachsen
- Schellerhau, Landkreis Sächsische Schweiz-Osterzgebirge
  - Botanischer Garten Schellerhau
  - Weißeritztalbahn
- Schildau, Landkreis Nordsachsen
  - Gneisenau-Gedenkstätte
- Schirgiswalde, Landkreis Bautzen
  - Landessternwarte
  - Heimatmuseum „Carl Swoboda“
- Schkeuditz, Landkreis Leipzig
  - Museum der Stadt Schkeuditz
- Schmannewitz, Landkreis Nordsachsen
  - Bauernmuseum Schmannewitz
- Schmölln-Putzkau, Landkreis Bautzen
  - Heimatmuseum Schmölln
- Schneeberg, Erzgebirgskreis
  - Museum für bergmännische Volkskunst
  - Technisches Museum
- Schmorsdorf bei Maxen, Landkreis Sächsische Schweiz-Osterzgebirge
  - Lindenmuseum Clara Schumann in Schmorsdorf, Sachsens kleinstes freistehendes Museum
- Schönbach, Landkreis Leipzig
  - Dorfmuseum Schönbach
- Schönborn-Dreiwerden, Landkreis Mittelsachsen
  - Besucherbergwerk „Alte Hoffnung Erbstolln“
- Schöneck/Vogtl., Vogtlandkreis
  - Brauereimuseum Schöneck
  - Heimatmuseum
- Schönfeld, Erzgebirgskreis
  - Besucherbergwerk
- Schönfels, Landkreis Zwickau
  - Burgmuseum Schönfels
- Schönheide, Erzgebirgskreis
  - Bürsten- und Heimatmuseum Schönheide
  - MBS Museumsbahn Schönheide/Carlsfeld e. V.
- Schwarzbach, Landkreis Mittelsachsen
  - Museum für Volksarchitektur und bäuerliche Kultur
- Schwarzenberg, Erzgebirgskreis
  - Eisenbahnmuseum Schwarzenberg
  - Museum Schloss Schwarzenberg
- Sebnitz, Landkreis Sächsische Schweiz-Osterzgebirge
  - Afrikahaus
  - Sebnitzer Kunstblumen- und Heimatmuseum „Prof. Alfred Meiche“
  - Urzeitpark Sebnitz
- Seifersdorf, Landkreis Meißen
  - Schloss und Park Seifersdorf
- Seiffen, Erzgebirgskreis
  - Erzgebirgisches Freilichtmuseum
  - Erzgebirgisches Spielzeugmuseum
- Seifhennersdorf, Landkreis Görlitz
  - Eisenbahnmuseum – Sammlung der Familie Frey
  - Puppenmuseum
  - Karasek-Museum
- Sohland an der Spree, Landkreis Bautzen
  - Deutsch-Tschechisches Forstmuseum, Teilbereich Oberlausitzer Forstmuseum
  - Heimatmuseum „Altes Weberhaus“
- St. Egidien, Landkreis Zwickau
  - Heimatmuseum im Gerth-Turm
- Stadt Wehlen, Landkreis Sächsische Schweiz-Osterzgebirge
  - Heimatmuseum und Pflanzengarten
- Steinigtwolmsdorf, Landkreis Bautzen
  - Heimatmuseum Weifa
- Stolpen, Landkreis Sächsische Schweiz-Osterzgebirge
  - Burg Stolpen
  - Stadtmuseum Stolpen
- Syrau, Vogtlandkreis
  - Drachenhöhle
  - Holländerwindmühle Syrau

## T
- Tannenbergsthal, Vogtlandkreis
  - Besucherbergwerk „Grube Tannenberg“[4]
  - Mineralienzentrum Schneckenstein
  - Industriebrache NC-Kunstlederwerk
- Taucha, Landkreis Leipzig
  - Städtisches Heimatmuseum
- Tharandt, Landkreis Sächsische Schweiz-Osterzgebirge
  - Forstbotanischer Garten Tharandt
- Torgau, Landkreis Nordsachsen
  - Kreismuseum Torgau
  - 2. Sächsische Landesausstellung 2004
  - Braumuseum (Wolff-Giersings-Brauerbe)
- Trebendorf
  - Hans-Schuster-Hof

## W
- Waldenburg, Landkreis Zwickau
  - Heimatmuseum und Naturalienkabinett
- Waldheim, Landkreis Mittelsachsen
  - Heimatmuseum der Stadt Waldheim
  - Sächsisches Strafvollzugsmuseum
- Waltersdorf, Landkreis Görlitz
  - Volkskunde- und Mühlenmuseum
- Wartha, Landkreis Bautzen
  - Schulmuseum K.A. Kocor
- Waschleithe, Erzgebirgskreis
  - Schaubergwerk „Herkules-Frisch-Glück“
- Weißenberg, Landkreis Bautzen
  - Museum „Alte Pfefferküchlerei“
- Weißwasser, Landkreis Görlitz
  - Glasmuseum Weißwasser
  - Waldeisenbahn Muskau
- Werdau, Landkreis Zwickau
  - Stadt- und Dampfmaschinenmuseum
- Wermsdorf, Landkreis Nordsachsen
  - Museum Hubertusburg
- Wilkau-Haßlau, Landkreis Zwickau
  - Oldtimermuseum im Ortsteil Culitzsch
- Wilthen, Landkreis Bautzen
  - Heimatstube
- Wohlhausen, Vogtlandkreis
  - Hüttels Musikwerk-Ausstellung
- Wolkenstein, Erzgebirgskreis
  - Heimatmuseum
- Wurzen, Landkreis Leipzig
  - Kulturgeschichtliches Museum
  - Städtische Galerie am Markt
- Wyhra, Landkreis Leipzig
  - Geschichtenhof Wyhra

## Z
- Zabeltitz, Landkreis Meißen
  - Bauernmuseum Zabeltitz
- Zeißholz, Landkreis Bautzen
  - Dorfmuseum Zeißholz
- Zinnwald-Georgenfeld, Landkreis Sächsische Schweiz-Osterzgebirge
  - Vereinigt Zwitterfeld zu Zinnwald
  - Museum Huthaus
- Zittau, Landkreis Görlitz
  - Freilichtmuseum Klosterhof
  - Galerie Kunstlade
  - Historisches Stadtarchiv
  - Kirche und Kulturzentrum St. Johannis
  - Städtische Museen Zittau
    - Kirche zum Heiligen Kreuz
    - Kulturhistorisches Museum (im Franziskanerkloster)
    - Museum für Naturkunde „Dr. Curt Heinke“
- Zöblitz, Erzgebirgskreis
  - Serpentin- und Heimatmuseum Zöblitz
  - Schmiede und Heimatstube Ansprung
  - alte Schule Sorgau
- Zschopau, Erzgebirgskreis
  - Besucherbergwerke „Heilige Dreifaltigkeit“
  - Heimatmuseum im Schloss Wildeck
  - Deutsches Enduro Museum
- Zwickau, Landkreis Zwickau
  - Kunstsammlungen Zwickau
  - Kultur- und stadtgeschichtliches Museum Priesterhäuser Zwickau[5]
  - August-Horch-Museum Zwickau
  - Robert-Schumann-Haus Zwickau
  - Landwirtschaftsmuseum Schloss Blankenhain[6]
- Zwota, Vogtlandkreis
  - Heimatstube Zwota
- Zwönitz, Erzgebirgskreis
  - Gebhardtsche Sammlung
  - Papiermühle Niederzwönitz
  - Heimatmuseum „Knochenstampfe“ (im Ortsteil Dorfchemnitz)